# Paul Massey
Paul Massey, né le 12 mars 1926 et mort le 21 octobre 2009, est un rameur d'aviron britannique. 

## Carrière
Paul Massey participe aux Jeux olympiques de 1948 à Londres et remporte la médaille d'argent en huit, avec Christopher Barton, Michael Lapage, Ernest Bircher, Guy Richardson, John Meyrick, Alfred Mellows, Jack Dearlove et Charles Lloyd.